# Join the Joyride World Tour
Join the Joyride World Tour var den svenska popduon Roxettes världsturné. Turnén startade den 4 september 1991 i Helsingfors i Finland och avslutades den 22 juli 1992 i Stockholm i Sverige. Turnén drog sammanlagt 1,7 miljoner åskådare . Turnéns namn kommer av Roxettes sång Joyride och deras efter den sången namngivna album. Första sång ut var Hotblooded. Turnén sköts först upp på grund av Kuwaitkriget 1991. Turnén följdes direkt av The Summer Joyride ’92!’ European Tour året efter.

## Konserter
Följande konsertlista är ordnad enligt datum - stad - land - spelplats (när källa finns).

### 1991
- 4 september 1991 - Helsingfors - Finland
- 6 september 1991 - Norrköping - Sverige
- 7 september 1991 - Karlskoga - Sverige
- 8 september 1991 - Skövde - Sverige
- 10 september 1991 - Uppsala - Sverige
- 11 september 1991 - Borlänge - Sverige
- 13 september 1991 - Gävle - Sverige
- 14 september 1991 - Umeå - Sverige
- 17 september 1991 - Halmstad - Sverige
- 18 september 1991 - Lund - Sverige
- 20 september 1991 - Stockholm - Sverige
- 21 september 1991 - Stockholm - Sverige
- 23 september 1991 - Stockholm - Sverige
- 24 september 1991 - Jönköping - Sverige
- 27 september 1991 - Oslo - Norge
- 28 september 1991 - Göteborg - Sverige
- 29 september 1991 - Göteborg - Sverige
- 30 september 1991 - Köpenhamn - Danmark
- 2 oktober 1991 - Århus - Danmark
- 1 november 1991 - Hannover - Tyskland
- 1 november 1991 - Prag - Tjeckien

### 1992
- 14 februari 1992 - Vancouver - Kanada
- 15 februari 1992 - Seattle - USA
- 17 februari 1992 - Calgary - Kanada
- 18 februari 1992 - Edmonton - Kanada
- 20 februari 1992 - Saskatoon - Kanada
- 22 februari 1992 - Winnipeg - Kanada
- 23 februari 1992 - Minneapolis - USA
- 25 februari 1992 - Chicago - USA
- 26 februari 1992 - St Louis - USA
- 28 februari 1992 - Detroit - USA
- 29 februari 1992 - Pittsburgh - USA
- 1 mars 1992 - Fairfax, Virginia - USA
- 3 mars 1992 - Toronto - Kanada
- 4 mars 1992 - Montréal - Kanada
- 5 mars 1992 - New York - USA
- 7 mars 1992 - Boston - USA
- 8 mars 1992 - Upper Darby - USA
- 10 mars 1992 - Atlanta - USA
- 11 mars 1992 - Memphis - USA
- 12 mars 1992 - Houston - USA
- 13 mars 1992 - Dallas - USA
- 15 mars 1992 - Mesa - USA
- 17 mars 1992 - San Diego - USA
- 18 mars 1992 - San Francisco - USA
- 20 mars 1992 - Universak City - USA
- 21 mars 1992 - Universak City - USA
- 25 mars 1992 - Mexico City - Mexiko
- 26 mars 1992 - Mexico City - Mexiko
- 21 april 1992 - Montevideo - Uruguay - Estadio Centenario
- 23 april 1992 - Ascuncion - Paraguay - Estadio Defensores Del Chaco
- 25 april 1992 - Santiago - Chile - Estadio San Carlos de Apoquindo
- 28 april 1992 - Tucumán - Argentina - Club Atlético San Martín
- 30 april 1992 - Cordoba - Argentina - Estadio Cordoba
- 2 maj 1992 - Buenos Aires - Argentina - Vélez Sarsfield
- 3 maj 1992 - Buenos Aires - Argentina - Vélez Sarsfield
- 6 maj 1992 - Porto Alegre - Brasilien - Gigantinho Arena
- 9 maj 1992 - Rio de Janeiro - Brasilien - Praca Da Apoteose
- 12 maj 1992 - Belo Horizonte - Brasilien - Ginasio Do Mineirinho
- 15 maj 1992 - Sao Paulo - Brasilien - Anhembi Parque

Se fortsättning i The Summer Joyride ’92!’ European Tour.